# Coccidoctonus
Coccidoctonus is een geslacht van vliesvleugeligen uit de familie Encyrtidae. De wetenschappelijke naam van dit geslacht is voor het eerst geldig gepubliceerd in 1912 door Crawford.

## Soorten
Het geslacht Coccidoctonus omvat de volgende soorten:
- Coccidoctonus dubius (Girault, 1915)
- Coccidoctonus fusculorum Singh & Agarwal, 1993
- Coccidoctonus lowelli (Girault, 1922)
- Coccidoctonus oviductus (Girault, 1915)
- Coccidoctonus pseudococci (Risbec, 1954)
- Coccidoctonus psyllae (Riek, 1962)
- Coccidoctonus terebratus (Hayat, Alam & Agarwal, 1975)
- Coccidoctonus trinidadensis Crawford, 1912